# گوکچه بهادیر
گوکچه بهادیر یا گوکچه باهادیر (به ترکی استانبولی: Gökçe Bahadır) بازیگر اهل کشور ترکیه است. او فارغ التحصیل دانشگاه رادیو و تلویزیون استانبول است . 
از بهترین آثاری که وی در آن به نقش‌آفرینی پرداخته می‌توان به مجموعه‌های تلویزیونی برگریزان (برگ‌های ریزان) (Yaprak dökümü) و زیر پوست شهر (kayip şehir) با مدیر برنامه ام تماس بگیر اشاره کرد.
گوکچه از سال ۲۰۱۷ تا ۲۰۱۸ در سریال جنایت‌های پیش پا افتاده که از شبکه شبکه استار تی وی پخش می‌شد نقش آفرینی کرد.